# Abasolo (Durango)
Abasolo es una localidad del estado mexicano de Durango. Es parte del municipio de Rodeo.

## Toponimia
El nombre de la localidad rinde homenaje a Mariano Abasolo, héroe de la Independencia de México.

## Demografía
| Gráfica de evolución demográfica |
|                                  |

| Censo | Población |
| ----- | --------- |
| 1900  | 507       |
| 1910  | 436       |
| 1921  | 612       |
| 1930  | 571       |
| 1940  | 419       |
| 1950  | 788       |
| 1960  | 1 136     |
| 1970  | 1 211     |
| 1980  | 1 543     |
| 1990  | 1 371     |
| 2000  | 1 235     |
| 2010  | 1 208     |
| 2020  | 1 219     |